# Psallus confusus
Psallus confusus is een wants uit de familie van de blindwantsen (Miridae). De soort werd het eerst wetenschappelijk beschreven door Reinhard M. Rieger in 1981.

## Uiterlijk
De bruinachtig geeloranje of licht roodachtige blindwants heeft, als volwassen dier, altijd volledige vleugels en kan 3 tot 4 mm lang worden. De wants is langwerpig ovaal en is bedekt met zowel donkere als goudkleurige haartjes. Het uiteinde van het hoornachtige deel van de voorvleugels, de cuneus is rood met een witte lijn bovenaan en een witte punt aan het einde. Het grijs doorzichtige deel van de voorvleugels heeft witte aders. De antennes zijn geel. De eveneens gele pootjes hebben donkere vlekjes op de dijen. De oranje eikendonswants lijkt erg op Psallus mollis. De vrouwtjes zijn niet van elkaar te onderscheiden, de mannetjes alleen op basis van genitaalpreparaten.

## Leefwijze
De soort kent één enkele generatie per jaar en overleeft de winter als eitje. Van mei tot augustus zijn de volwassen dieren aan te treffen langs bosranden en parken en tuinen op zomereik (Quercus robur) en wintereik (Quercus petraea).

## Leefgebied
In Nederland is de soort niet zeldzaam. Het verspreidingsgebied is Palearctisch. De soort komt voor in Europa.